# Вагин, Евгений Александрович
Евгений Александрович Вагин (12 апреля 1938, Псков — 29 июня 2009, Рим) — советский литературный критик, журналист, диссидент, политзаключённый.
Окончил в 1960 г. филологический факультет Ленинградского университета. Затем в Институте Русской Литературы Академии Наук СССР: аспирант (1962—1965), научный сотрудник группы по подготовке Полного собрания сочинений Ф. М. Достоевского.
Один из создателей подпольной антикоммунистической организации «Всероссийский социал-христианский союз освобождения народа» (ВСХСОН), существовавшей с 1964 по 1967 гг. в Ленинграде. По делу этой организации Вагин отсидел 8 лет заключения в мордовских колониях строгого режима и был освобождён в 1975 г. В 1976 г. был вынужден эмигрировать и был лишён советского гражданства.
После эмиграции в Италию работал диктором на «Международном Итальянском Радио» (англ. RAI International) и в русской службе Ватиканского радио, хотя сам был православным верующим. Придерживался русских националистических взглядов, вместе с Олегом Красовским был редактором независимого русского альманаха «Вече», издававшегося в Германии с 1981 по 2000 гг.
Скончался 29 июня 2009 года, похоронен на римском некатолическом кладбище.